# Antonio Sánchez-Escalonilla
Antonio Sánchez-Escalonilla García-Rico (Madrid, 1966) es un profesor universitario español de guion audiovisual en la Universidad Rey Juan Carlos.

## Biografía
Se doctoró en Ciencias de la Información con una tesis sobre la infancia de Steven Spielberg. Más tarde amplió sus estudios de cine en la Universidad de California en Los Ángeles, y trabajó en Hollywood como asistente de promoción cinematográfica y analista de guiones para productoras norteamericanas como The Arenas Group e Immi Productions, y para la española Sogetel. Ha sido profesor de Análisis de guiones en la Escuela de Cine y Tv Septima Ars de Madrid y de Narrativa Audiovisual en la Universidad Europea CEES (1996-2001). Actualmente es profesor de Guion Audiovisual en la Universidad Rey Juan Carlos de Madrid. Es autor de los manuales Estrategias de guion cinematográfico y Guion de aventura y forja del héroe, y ha coordinado el Diccionario de creación cinematográfica (ed. Ariel). Su último libro es un detenido estudio sobre la trayectoria de Steven Spielberg, que presta especial atención a los elementos comunes que se perciben en las historias y los guiones de sus películas.